# Mulligan stew
Mulligan stew é um guisado dos Estados Unidos, preparado de forma improvisada com quaisquer ingredientes disponíveis. Mulligan é uma uma referência a irlandeses. No início do século XX, os irlandeses imigrados nos Estados Unidos eram pobres, alimentando-se de ensopados improvisados. O guisado é parecido com um Irish stew